# Elsa Brod-Taussig
Elsa Brod-Taussig (21. srpna 1883, Praha – 1942, Tel Aviv, Izrael) byla německá židovská překladatelka.

## Životopis
Narodila se 21. srpna 1883 do německy hovořící židovské rodiny v Praze. Jejími rodiči byli Eduard Taussig (1850–1931) a Hermine Taussig-Wahle (1857–1923).
Elsa měla 7 sourozenců, z nichž někteří zemřeli v dětství: Ottilie Pick-Taussig (1881–1942), Oskar Taussig (1882–1882), Idda Taussig (1886), Adele Sternschuss-Taussig (1886–1914), Ernst Taussig (1888), Fridrich Taussig (1890), Hedwig Taussig (1892–1916).
Bratr Ernst působil jako spisovatel a redaktor.
Elsa překládala z češtiny, ruštiny, francouzštiny, italštiny a angličtiny do němčiny. Přebývala na adrese Břehová 8 v Praze V, dnešním Josefově.
2. února 1913 se Elsa provdala za Maxe Broda (1884, Praha – 1968, Tel Aviv), pražského židovského německy píšícího romanopisce, překladatele a hudebního skladatele. Po nacistické okupaci Prahy roku 1939 společně emigrovali do tehdejší Palestiny, kde Max pracoval jako divadelní dramaturg a kritik v Tel Avivu.
Elsa Brod-Taussig zemřela v Tel Avivu v roce 1942. Její muž Max se vrátil ještě krátce v červnu 1964 do Prahy, aby zde zahájil kafkovskou výstavu. Zemřel v Tel Avivu v roce 1968.